# Girls, Girls, Girls (album, Mötley Crüe)
Girls, Girls, Girls je čtvrté studiové album americké rockové skupiny Mötley Crüe, vydané 15. května 1987. Album zní více bluesově než jejich předchozí desky. Toto album také více odráží životní styl skupiny a vzdává hold motorkám, whisky, užívání drog a nočnímu životu ve striptýzových klubech na Sunset Stripu. Album obsahuje hity Wild Side a Girls, Girls, Girls, ale je zde i temnější stránka věci, například závislost na heroinu, které se věnuje Nikki Sixx v písni Dancing on Glass.

## Seznam skladeb
| Pořadí | Název                 | Autor             | Délka |
| ------ | --------------------- | ----------------- | ----- |
| 1.     | Wild Side             | Sixx / Lee / Neil | 4:40  |
| 2.     | Girls, Girls, Girls   | Sixx / Lee / Mars | 4:30  |
| 3.     | Dancing on Glass      | Sixx / Mars       | 4:18  |
| 4.     | Bad Boy Boogie        | Sixx / Lee / Mars | 3:27  |
| 5.     | Nona                  | Sixx              | 1:27  |
| 6.     | Five Years Dead       | Sixx              | 3:50  |
| 7.     | All in the Name Of... | Sixx / Niel       | 3:39  |
| 8.     | Sumthin' for Nuthin   | Sixx              | 4:41  |
| 9.     | You're All I Need     | Sixx              | 4:43  |
| 10.    | Jailhouse Rock (Live) | Leiber / Stoller  | 4:39  |

## Obsazení
- Vince Neil – zpěv
- Mick Mars – kytara
- Nikki Sixx – basová kytara
- Tommy Lee – bicí, piano